# 폴 블랙손
폴 블랙손(영어: Paul Blackthorne, 1969년 3월 5일 ~ )은 잉글랜드의 배우이다. 대표 출연 작품으로 《립스틱 정글》과 《애로우: 어둠의 기사》가 있다.

## 영화
- 라가안
- 크리스마스 캐롤 (2009년 영화)
- 덤 앤 더머 투

## 텔레비전
- 홀비 시티
- ER (드라마)
- 24 (드라마)
- 고스트 & 크라임
- 탐정 몽크
- 립스틱 정글
- 번 노티스
- 웨어하우스 13
- 레버리지 (2008년 드라마)
- CSI: 마이애미
- 화이트 칼라 (드라마)
- 게이츠 (드라마)
- CSI: 과학수사대
- 네세서리 러프니스
- 애로우: 어둠의 기사
- 플래시 (드라마)
- 레전드 오브 투모로우

## 비디오 게임
- 스타워즈: 배틀프론트 2 (2017년 비디오 게임)